# Continental Wind Partners
Continental Wind Partners (CWP) este un fond de investiții în domeniul energiilor regenerabile, care operează în Europa Centrală.
CWP operează în Polonia, România, Croația și Bulgaria și are, în diverse stadii de dezvoltare, proiecte de circa 3.000 MW pe eolian.
Compania intenționează să dezvolte, în România, capacități eoliene de peste 1.000 MW putere instalată, urmând să aloce pentru acest proiect peste 1,5 miliarde euro. La momentul actual (mai 2008), compania are toate avizele și autorizațiile pentru implementarea unui proiect eolian de 345 MW în Dobrogea în valoare de 500 milioane euro.